# Championnats des États-Unis d'athlétisme 2005
Navigation
Championnats 2004 Championnats 2006
Les Championnats des États-Unis d'athlétisme 2005 ont eu lieu du 23 au 26 juin 2005 au Home Depot Center de Carson, en Californie.

## Résultats

### Hommes
| Event                       | Or                              | Argent                            | Bronze                             |
| --------------------------- | ------------------------------- | --------------------------------- | ---------------------------------- |
| 100 m Vent : -2,3 m/s       | Justin Gatlin 10 s 08           | Shawn Crawford 10 s 17            | Leonard Scott 10 s 18              |
| 200 m Vent : -0,9 m/s       | Justin Gatlin 20 s 04           | Tyson Gay 20 s 06                 | Shawn Crawford 20 s 12             |
| 400 m                       | Jeremy Wariner 44 s 20          | Darold Williamson 44 s 62         | Andrew Rock 44 s 70                |
| 800 m                       | Khadevis Robinson 1 min 45 s 27 | David Krummenacker 1 min 46 s 80  | Kevin Hicks 1 min 46 s 99          |
| 1500 m                      | Alan Webb 3 min 41 s 97         | Christopher Lukezic 3 min 42 s 06 | Rob Myers 3 min 42 s 27            |
| 5000 m                      | Tim Broe 13 min 12 s 76         | Ian Dobson 13 min 15 s 33         | Ryan Hall 13 min 16 s 03           |
| 10 000 m                    | Abdi Abdirahman 28 min 10 s 38  | Meb Keflezighi 28 min 10 s 57     | Matthew Downin 28 min 34 s 65      |
| 3000 m steeple              | Daniel Lincoln 8 min 17 s 27    | Anthony Famiglietti 8 min 20 s 49 | Steve Slattery 8 min 25 s 52       |
| 20 km marche                | Tim Seaman 1 h 26 min 41 s 36   | John Nunn 1 h 27 min 15 s 75      | Benjamin Shorey 1 h 32 min 28 s 03 |
| 110 m haies Vent : +0,2 m/s | Allen Johnson 12 s 99           | Dominique Arnold 13 s 01          | Terrence Trammell 13 s 02          |
| 400 m haies                 | Kerron Clement 47 s 24          | Bershawn Jackson 47 s 80          | James Carter 48 s 03               |
| Saut en hauteur             | Matt Hemingway 2,27 m           | Jesse Williams 2,27 m             | Keith Moffatt 2,27 m               |
| Saut à la perche            | Brad Walker 5,75 m              | Nicholas Hysong 5,65 m            | Toby Stevenson 5,65 m              |
| Saut en longueur            | Miguel Pate 8,35 m              | Dwight Phillips 8,28 m            | Brian Johnson 8,09 m               |
| Triple saut                 | Walter Davis 17,15 m            | Kenta Bell 16,82 m                | Aarik Wilson 16,73 m               |
| Poids                       | Christian Cantwell 21,64 m      | Adam Nelson 21,52 m               | John Godina 20,99 m                |
| Disque                      | Ian Waltz 64,54 m               | Jarred Rome 62,50 m               | Carl Brown 61,77 m                 |
| Marteau                     | James Parker 74,15 m            | Jake Freeman 72,60 m              | A.G. Kruger 71,48 m                |
| Javelot                     | Breaux Greer 79,19 m            | John Hetzendorf 78,23 m           | Robert Minnitti 74,99 m            |
| Décathlon                   | Bryan Clay 8 506 pts            | Paul Terek 7 976 pts              | Phil McMullen 7 795 pts            |

### Femmes
| Event                       | Or                              | Argent                          | Bronze                         |
| --------------------------- | ------------------------------- | ------------------------------- | ------------------------------ |
| 100 m Vent : -1,6 m/s       | MeLisa Barber 11 s 10           | Muna Lee 11 s 28                | Lauryn Williams 11 s 29        |
| 200 m Vent : +0,3 m/s       | Allyson Felix 22 s 13           | Rachelle Smith 22 s 22          | LaTasha Colander 22 s 34       |
| 400 m                       | Sanya Richards 49 s 28          | De'Hashia Trotter 49 s 88       | Monique Henderson 49 s 96      |
| 800 m                       | Hazel Clark 1 min 59 s 74       | Kameisha Bennett 2 min 0 s 59   | Alice Schmidt 2 min 2 s 09     |
| 1500 m                      | Treniere Clement 4 min 6 s 73   | Jennifer Toomey 4 min 7 s 39    | Amy Mortimer 4 min 7 s 58      |
| 5 000 m                     | Shalane Flanagan 15 min 10 s 96 | Lauren Fleshman 15 min 16 s 80  | Amy Rudolph 15 min 18 s 92     |
| 10 000 m                    | Katie McGregor 31 min 33 s 82   | Blake Russell 31 min 35 s 25    | Jennifer Rhines 31 min 37 s 20 |
| 3000 m steeple              | Elizabeth Jackson 9 min 39 s 78 | Lisa Galaviz 9 min 40 s 58      | Carrie Messner 9 min 41 s 37   |
| 20 km marche                | Teresa Vaill 1 h 33 min 28 s 15 | Amber Antonia 1 h 36 min 3 s 23 | Joanne Dow 1 h 37 min 14 s 81  |
| 100 m haies Vent : -0,7 m/s | Michelle Perry 12 s 66          | Joanna Hayes 12 s 77            | Virginia Powell 12 s 87        |
| 400 m haies                 | Lashinda Demus 53 s 35          | Shauna Smith 54 s 21            | Sandra Glover 54 s 62          |
| Saut en hauteur             | Amy Acuff 1,90 m                | Chaunte Howard 1,90 m           | Sharon Day 1,90 m              |
| Saut à la perche            | Stacy Dragila 4,45 m            | Tracy O'Hara 4,40 m             | Jillian Schwartz 4,40 m        |
| Saut en longueur            | Grace Upshaw 6,70 m             | Tianna Madison 6,70 m           | Brianna Glenn 6,68 m           |
| Triple saut                 | Erica McLain 14,01 m            | Candice Baucham 14,00 m         | Nicole Whitman 13,78 m         |
| Poids                       | Kristin Heaston 18,68 m         | Michelle Carter 18,26 m         | Elizabeth Wanless 18,14 m      |
| Disque                      | Rebecca Breisch 62,92 m         | Seilala Sua 61,82 m             | Aretha Thurmond 61,77 m        |
| Marteau                     | Erin Gilreath 73,87 m           | Bethany Hart 69,15 m            | Amber Campbell 68,95 m         |
| Javelot                     | Kim Kreiner 58,95 m             | Dana Pounds 54,05 m             | Sarah Malone 53,71 m           |
| Heptathlon                  | Hyleas Fountain 6 208 pts       | Virginia Miller 6 192 pts       | Fiona Asigbee 5 994 pts        |